# Grande Prêmio da Estíria de 2021
O Grande Prêmio da Estíria de 2021 (formalmente denominado Formula 1 BWT Großer Preis der Steiermark 2021) foi a oitava etapa da temporada de 2021 da Fórmula 1. Foi disputada em 27 de junho de 2021 no Red Bull Ring em Spielberg, Áustria, que excepcionalmente, pelo segundo ano consecutivo, recebeu duas corridas seguidas na mesma temporada em virtude das mudanças no calendário provocadas pela pandemia de COVID-19, que provocou o adiamento do Grande Prêmio da Turquia que havia entrado no calendário de 2021 da Fórmula 1 após o cancelamento da etapa do Grande Prêmio do Canadá.

## Relatório

### Antecedentes
Diante do agravamento da pandemia do coronavírus no Canadá, que enfrenta uma terceira onda da COVID-19, a Fórmula 1 confirmou o cancelamento do Grande Prêmio do Canadá, previsto para 13 de junho. Com a mudança, o Grande Prêmio da Turquia retornou para o calendário de 2021 da categoria e seria realizado na mesma data.
No entanto, após ser anunciado há poucas semanas como substituto da etapa do Canadá, o Grande Prêmio da Turquia (marcado para 13 de junho) teve o mesmo destino da prova em Montreal, e pelo mesmo motivo: cancelado por consequência da pandemia de COVID-19. Com o intuito de manter o calendário de 23 corridas para 2021, a Fórmula 1 anunciou que a Áustria sediaria duas corridas novamente, como foi em 2020. O cancelamento foi decidido após as autoridades do Reino Unido criarem a imposição de quarentena de 14 dias para os viajantes da Turquia, que enfrenta desde abril novos recordes de casos e mortes por coronavírus; no dia 26, o governo turco anunciou um lockdown de 17 dias para tentar conter o avanço do vírus. Como a maioria das equipes têm sede na Inglaterra e os funcionários teriam de ficar isolados pelo período de duas semanas em um hotel após retornarem de Istambul, tornou-se inviável a realização da corrida, já que na semana seguinte teriam que se preparar para o Grande Prêmio da França.

### Limites da Pista
Os limites de pista serão monitorados na sequência das curvas 9 e 10.
Curva 9
Trecho localizado após a saída do miolo do Red Bull Ring. É a penúltima curva do circuito, de 90º, um trecho muito importante para os pilotos conseguirem uma volta rápida, principalmente na classificação.
Curva 10
A última curva do Red Bull Ring, rápida e de 90º. Talvez o trecho mais importante para os pilotos conseguirem uma boa volta, principalmente na classificação, por causa do trecho seguinte, a reta dos boxes.

### Treino classificatório
A qualificação teve início às 15:00 horário local de sábado. Os primeiros pilotos a saírem dos boxes foram os da Aston Martin, AlphaTauri, Alfa Romeo, Williams e Haas. Os carros das primeiras colocadas no campeonato foram os últimos a deixarem os boxes. Não demorou para que Verstappen (Red Bull Racing) garantisse a primeira colocação com 1m04s489. Em sua investida inicial, Bottas (Mercedes) marcou 1m04s537, ficando há 0s048 de distância de Verstappen. Hamilton (Mercedes) ficou com a sexta colocação. Russell (Williams) conseguiu, mais uma vez, avançar ao Q2, seu companheiro de equipe, Latifi, não teve a mesma sorte. Latifi (Williams), Ocon (Alpine), Räikkönen (Alfa Romeo), Schumacher (Haas), Mazepin (Haas) foram eliminados no Q1.
O Q2 teve o topo encabeçado diferentemente do usual, com Pérez (Red Bull Racing), Norris (McLaren) e Gasly (AlphaTauri) como primeiro segundo e terceiro, respectivamente. Os eliminados fora Russell (Williams), Sainz Jr. (Ferrari), Ricciardo (Mclaren), Vettel (Aston Martin) e Giovinazzi (Alfa Romeo). No Q3 Verstappen foi o piloto mais rápido da qualificação, conquistando a pole position com um tempo de 1:03.841s. Bottas ficou com o segundo tempo mais rápido, seguido por Hamilton. Norris foi o quarto mais rápido e Pérez foi o quinto. Ambos os pilotos sobem uma colocação com a penalização de três posições no grid recebida por Bottas. Gasly foi o 6.º mais rápido, seguido de Leclerc, Tsunoda, Alonso e Stroll fechando os 10 primeiros. Posteriormente, Tsunoda (AlphaTauri) foi punido com a perda de três colocações no grid de largada por ter atrapalhado Bottas (Mercedes), que vinha em volta rápida, no início do Q3. Com isso, Alonso (Alpine) largará em oitavo lugar, com Stroll (Aston Martin) em nono, enquanto Russell (Williams) largará do décimo lugar.

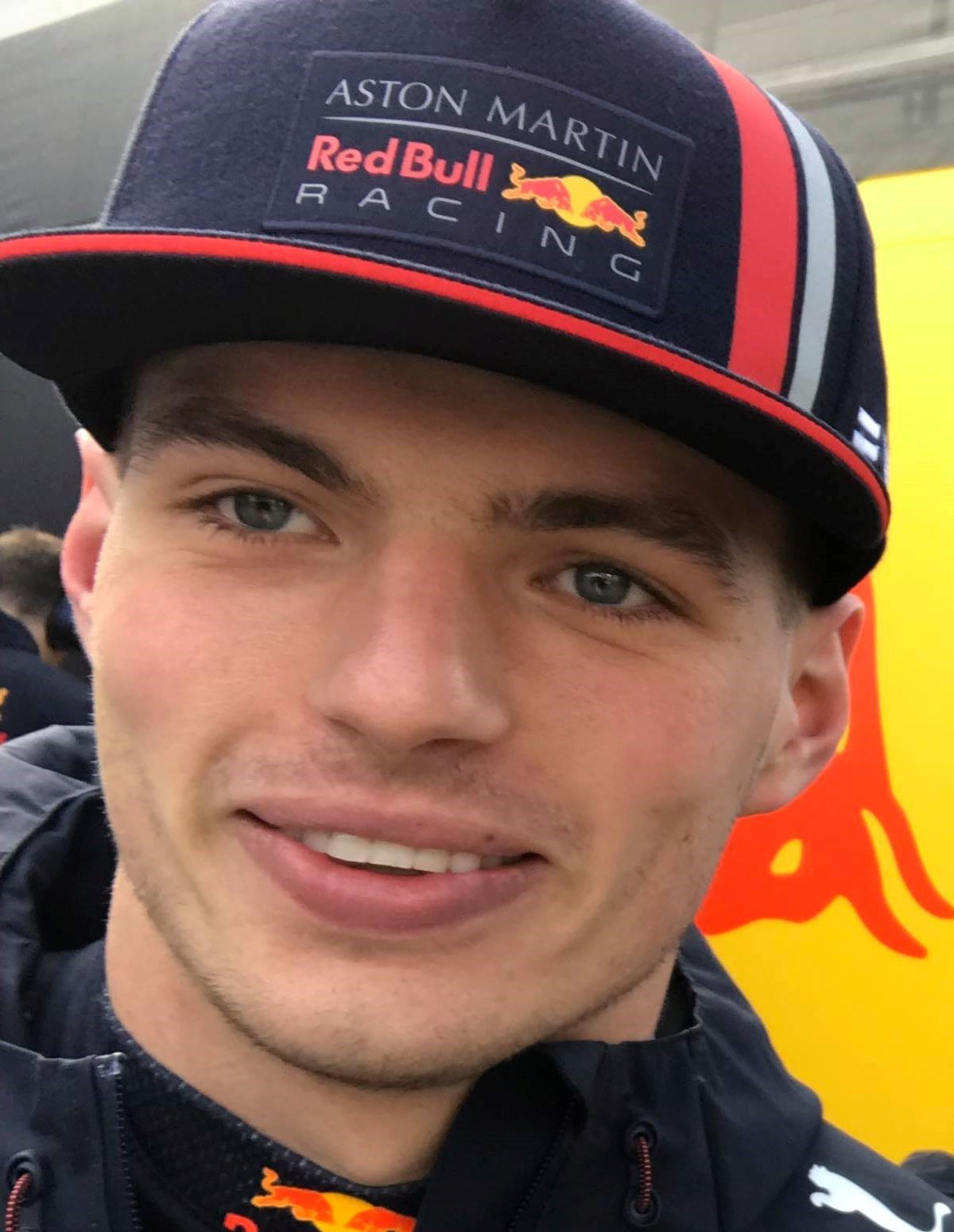
Verstappen marcou a pole position e venceu a prova

Ao longo da sessão classificatória, sete pilotos tiveram alguma de suas voltas deletadas pelos comissários por exceder os limites de pista sendo eles Mazepin, Sainz Jr., Hamilton, Gasly, Tsunoda, Stroll e Vettel. Nos casos de Vettel e Sainz Jr., ambos acabaram sendo eliminados da sessão em que estavam por conta da deleção de suas voltas.

### Corrida
A corrida teve início às 15:00 do horário local de domingo. Ao contrário do que era esperado, não choveu.
Logo na curva três após a largada, os carros de Gasly (Alpha Tauri) e Lerclerc (Ferrari) tocaram-se. Gasly teve sua roda esquerda traseira furada além de sofrer danos na suspensão e teve de abandonar a prova já no início. Lerclerc, por sua vez, sofreu danos em sua asa dianteira que teve que ser substituida por uma nova. Na altura da volta 10, Verstappen mantinha uma distância de 2.79 segundos para Hamilton. No momento da volta 20, os pilotos começaram a enfrentar problemas com o forte vento na pista e também começaram relatar dificuldades com a degradação dos pneus.
Pérez fez seu pit stop na volta 27 e Bottas respondeu, parando na volta seguinte, conseguindo fazer a ultrapassagem nos boxes, já que Pérez havi feito uma parada lenta. Na volta 29, foi a vez de Hamilton parar. Já o líder da prova, Verstappen, não havia parado e mantinha 25 segundos de vantagem. Verstappen parou na volta 30 retornando a pista ainda na liderança. Russell fez um longo pit stop de 18 segundos retornando à pista na penúltima colocação, atrás dos dois carros da Haas e à frente do seu companheiro de equipe. No final da volta 38, Russell voltou aos boxes para recolher o carro e abandonar a corrida. Norris parou na volta 32, trocando o composto de pneus médio pelo duro e voltando em 6.º atrás de Sainz. Ocon parou na volta 38.
Pérez ainda parou uma segunda vez, numa tentativa de aproximar-se de Bottas nas voltas finais, o que não aconteceu. Verstappen, Hamilton e Bottas não fizeram mais nenhuma parada e terminaram a corrida em primeiro, segundo e terceiro, respectivamente. Leclerc fez uma boa corrida de recuperação e concluiu a prova em 7.º lugar.

## Pneus
| Nome do composto | Cor | Banda de rolamento | Condições de Tempo | Dry Type                           | Aderência       | Longevidade   |
| ---------------- | --- | ------------------ | ------------------ | ---------------------------------- | --------------- | ------------- |
| Macio (C4)       |     | Slick (P Zero)     | Seco               | Soft                               | Mais aderência  | Menos durável |
| Médio (C3)       |     | Slick (P Zero)     | Seco               | Medium                             | Médio           | Médio         |
| Duro (C2)        |     | Slick (P Zero)     | Seco               | Hard                               | Menos aderência | Mais durável  |
| Intermediário    |     | Sulcos (Cinturato) | Molhado            | Intermediate (água não estagnante) | —               | —             |
| Chuva            |     | Sulcos (Cinturato) | Molhado            | Wet (água estagnante)              | —               | —             |

| Escolhas de Pneus de cada piloto para o GP da Estíria: | Escolhas de Pneus de cada piloto para o GP da Estíria: | Escolhas de Pneus de cada piloto para o GP da Estíria: | Escolhas de Pneus de cada piloto para o GP da Estíria: | Escolhas de Pneus de cada piloto para o GP da Estíria: | Escolhas de Pneus de cada piloto para o GP da Estíria: |
| ------------------------------------------------------ | ------------------------------------------------------ | ------------------------------------------------------ | ------------------------------------------------------ | ------------------------------------------------------ | ------------------------------------------------------ |
| Nº                                                     | Pilotos                                                | Equipe(s)                                              | Duro                                                   | Médio                                                  | Macio                                                  |
| 44                                                     | Lewis Hamilton                                         | Mercedes                                               |                                                        |                                                        |                                                        |
| 77                                                     | Valtteri Bottas                                        | Mercedes                                               |                                                        |                                                        |                                                        |
| 11                                                     | Sergio Pérez                                           | Red Bull Racing-Honda                                  |                                                        |                                                        |                                                        |
| 33                                                     | Max Verstappen                                         | Red Bull Racing-Honda                                  |                                                        |                                                        |                                                        |
| 3                                                      | Daniel Ricciardo                                       | McLaren-Mercedes                                       |                                                        |                                                        |                                                        |
| 4                                                      | Lando Norris                                           | McLaren-Mercedes                                       |                                                        |                                                        |                                                        |
| 5                                                      | Sebastian Vettel                                       | Aston Martin-Mercedes                                  |                                                        |                                                        |                                                        |
| 18                                                     | Lance Stroll                                           | Aston Martin-Mercedes                                  |                                                        |                                                        |                                                        |
| 14                                                     | Fernando Alonso                                        | Alpine-Renault                                         |                                                        |                                                        |                                                        |
| 31                                                     | Esteban Ocon                                           | Alpine-Renault                                         |                                                        |                                                        |                                                        |
| 16                                                     | Charles Leclerc                                        | Ferrari                                                |                                                        |                                                        |                                                        |
| 55                                                     | Carlos Sainz Jr.                                       | Ferrari                                                |                                                        |                                                        |                                                        |
| 10                                                     | Pierre Gasly                                           | AlphaTauri-Honda                                       |                                                        |                                                        |                                                        |
| 22                                                     | Yuki Tsunoda                                           | AlphaTauri-Honda                                       |                                                        |                                                        |                                                        |
| 7                                                      | Kimi Raikkonen                                         | Alfa Romeo-Ferrari                                     |                                                        |                                                        |                                                        |
| 99                                                     | Antonio Giovinazzi                                     | Alfa Romeo-Ferrari                                     |                                                        |                                                        |                                                        |
| 9                                                      | Nikita Mazepin                                         | Haas-Ferrari                                           |                                                        |                                                        |                                                        |
| 47                                                     | Mick Schumacher                                        | Haas-Ferrari                                           |                                                        |                                                        |                                                        |
| 6                                                      | Nicholas Latifi                                        | Williams-Mercedes                                      |                                                        |                                                        |                                                        |
| 63                                                     | George Russell                                         | Williams-Mercedes                                      |                                                        |                                                        |                                                        |

## Resultados

### Treino classificatório
| 1                        | 33 | Max Verstappen     | Red Bull Racing-Honda | 1:04.489 | 1:04.433 | 1:03.841 | 1  |
| 2                        | 77 | Valtteri Bottas    | Mercedes              | 1:04.537 | 1:04.443 | 1:04.035 | 6  |
| 3                        | 44 | Lewis Hamilton     | Mercedes              | 1:04.672 | 1:04.512 | 1:04.067 | 2  |
| 4                        | 4  | Lando Norris       | McLaren-Mercedes      | 1:04.584 | 1:04.298 | 1:04.120 | 3  |
| 5                        | 11 | Sergio Pérez       | Red Bull Racing-Honda | 1:04.638 | 1:04.197 | 1:04.168 | 4  |
| 6                        | 10 | Pierre Gasly       | AlphaTauri-Honda      | 1:04.765 | 1:04.429 | 1:04.236 | 5  |
| 7                        | 16 | Charles Leclerc    | Ferrari               | 1:04.745 | 1:04.646 | 1:04.472 | 7  |
| 8                        | 22 | Yuki Tsunoda       | AlphaTauri-Honda      | 1:04.608 | 1:04.631 | 1:04.514 | 11 |
| 9                        | 14 | Fernando Alonso    | Alpine-Renault        | 1:04.971 | 1:04.582 | 1:04.574 | 8  |
| 10                       | 18 | Lance Stroll       | Aston Martin-Mercedes | 1:04.821 | 1:04.663 | 1:04.708 | 9  |
| 11                       | 63 | George Russell     | Williams-Mercedes     | 1:05.033 | 1:04.671 | —        | 10 |
| 12                       | 55 | Carlos Sainz Jr.   | Ferrari               | 1:04.859 | 1:04.800 | —        | 12 |
| 13                       | 3  | Daniel Ricciardo   | McLaren-Mercedes      | 1:05.142 | 1:04.808 | —        | 13 |
| 14                       | 5  | Sebastian Vettel   | Aston Martin-Mercedes | 1:05.051 | 1:04.875 | —        | 14 |
| 15                       | 99 | Antonio Giovinazzi | Alfa Romeo-Ferrari    | 1:05.092 | 1:04.913 | —        | 15 |
| 16                       | 6  | Nicholas Latifi    | Williams-Mercedes     | 1:05.175 | —        | —        | 16 |
| 17                       | 31 | Esteban Ocon       | Alpine-Renault        | 1:05.217 | —        | —        | 17 |
| 18                       | 7  | Kimi Räikkönen     | Alfa Romeo-Ferrari    | 1:05.429 | —        | —        | 18 |
| 19                       | 47 | Mick Schumacher    | Haas-Ferrari          | 1:06.041 | —        | —        | 19 |
| 20                       | 9  | Nikita Mazepin     | Haas-Ferrari          | 1:06.192 | —        | —        | 20 |
| Tempo dos 107%: 1:09.003 |    |                    |                       |          |          |          |    |
| Fonte:                   |    |                    |                       |          |          |          |    |

### Corrida
| Pos.                                                                  | Nu. | Piloto             | Construtor            | Voltas | Tempo/Retirado      | Pit Stop | Pneus                                          | Grid | Pontos |
| --------------------------------------------------------------------- | --- | ------------------ | --------------------- | ------ | ------------------- | -------- | ---------------------------------------------- | ---- | ------ |
| 1                                                                     | 33  | Max Verstappen     | Red Bull Racing-Honda | 71     | 1:22:18.925         | 1        | Médio C3 Usado · Duro C2 Novo                  | 1    | 25     |
| 2                                                                     | 44  | Lewis Hamilton     | Mercedes              | 71     | +35.743             | 2        | Médio C3 Usado · Duro C2 Novo · Macio C4 Usado | 2    | 18+1   |
| 3                                                                     | 77  | Valtteri Bottas    | Mercedes              | 71     | +46.907             | 1        | Médio C3 Usado · Duro C2 Novo                  | 5    | 15     |
| 4                                                                     | 11  | Sergio Pérez       | Red Bull Racing-Honda | 70     | +47.434             | 2        | Macio C4 Usado · Duro C2 Novo · Médio C3 Novo  | 4    | 12     |
| 5                                                                     | 4   | Lando Norris       | McLaren-Mercedes      | 70     | +1 volta            | 1        | Macio C4 Usado · Duro C2 Novo                  | 3    | 10     |
| 6                                                                     | 55  | Carlos Sainz Jr.   | Ferrari               | 70     | +1 volta            | 1        | Médio C3 Novo · Duro C2 Novo                   | 12   | 8      |
| 7                                                                     | 16  | Charles Leclerc    | Ferrari               | 70     | +1 volta            | 2        | Macio C4 Usado · Duro C2 Novo · Médio C3 Novo  | 7    | 6      |
| 8                                                                     | 18  | Lance Stroll       | Aston Martin-Mercedes | 70     | +1 volta            | 1        | Macio C4 Usado · Duro C2 Novo                  | 9    | 4      |
| 9                                                                     | 14  | Fernando Alonso    | Alpine-Renault        | 70     | +1 volta            | 1        | Macio C4 Usado · Duro C2 Novo                  | 8    | 2      |
| 10                                                                    | 22  | Yuki Tsunoda       | AlphaTauri-Honda      | 70     | +1 volta            | 1        | Macio C4 Usado · Duro C2 Novo                  | 11   | 1      |
| 11                                                                    | 7   | Kimi Räikkönen     | Alfa Romeo-Ferrari    | 70     | +1 volta            | 1        | Duro C2 Novo · Médio C3 Novo                   | 18   |        |
| 12                                                                    | 5   | Sebastian Vettel   | Aston Martin-Mercedes | 70     | +1 volta            | 1        | Médio C3 Novo · Duro C2 Novo                   | 14   |        |
| 13                                                                    | 3   | Daniel Ricciardo   | McLaren-Mercedes      | 70     | +1 volta            | 1        | Médio C3 Novo · Duro C2 Novo                   | 13   |        |
| 14                                                                    | 31  | Esteban Ocon       | Alpine-Renault        | 70     | +1 volta            | 1        | Médio C3 Novo · Duro C2 Novo                   | 17   |        |
| 15                                                                    | 99  | Antonio Giovinazzi | Alfa Romeo-Ferrari    | 70     | +1 volta            | 1        | Médio C3 Novo · Duro C2 Novo                   | 15   |        |
| 16                                                                    | 47  | Mick Schumacher    | Haas-Ferrari          | 69     | +2 voltas           | 1        | Médio C3 Novo · Duro C2 Novo                   | 19   |        |
| 17                                                                    | 6   | Nicholas Latifi    | Williams-Mercedes     | 68     | +3 voltas           | 2        | Médio C3 Novo · Macio C4 Novo · Duro C2 Novo   | 16   |        |
| 18                                                                    | 9   | Nikita Mazepin     | Haas-Ferrari          | 68     | +3 voltas           | 1        | Médio C3 Novo · Duro C2 Novo                   | 20   |        |
| Ret                                                                   | 63  | George Russell     | Williams-Mercedes     | 40     | Unidade de potência | 2        | Médio C3 Novo · Duro C2 Novo                   | 10   |        |
| Ret                                                                   | 10  | Pierre Gasly       | AlphaTauri-Honda      | 1      | Colisão             | 0        | Macio C4 Usado                                 | 5    |        |
| Volta mais rápida: Lewis Hamilton (Mercedes) – 1:07.058 (na volta 71) |     |                    |                       |        |                     |          |                                                |      |        |
| Fonte:                                                                |     |                    |                       |        |                     |          |                                                |      |        |

## Voltas na liderança
| Nº de Voltas | Piloto         | Voltas |
| ------------ | -------------- | ------ |
| 71           | Max Verstappen | 1–71   |

## 2021DHLFastest Pit Stop Award

### Resultado
| 1      | 33 | Max Verstappen     | Red Bull Racing-Honda | 2.09 | 25 |
| 2      | 18 | Lance Stroll       | Aston Martin-Mercedes | 2.22 | 18 |
| 3      | 14 | Fernando Alonso    | Alpine-Renault        | 2.24 | 15 |
| 4      | 55 | Carlos Sainz Jr.   | Ferrari               | 2.26 | 12 |
| 5      | 44 | Lewis Hamilton     | Mercedes              | 2.27 | 10 |
| 6      | 11 | Sergio Pérez       | Red Bull Racing-Honda | 2.28 | 8  |
| 7      | 99 | Antonio Giovinazzi | Alfa Romeo-Ferrari    | 2.38 | 6  |
| 8      | 4  | Lando Norris       | McLaren-Mercedes      | 2.38 | 4  |
| 9      | 22 | Yuki Tsunoda       | AlphaTauri-Honda      | 2.39 | 2  |
| 10     | 3  | Daniel Ricciardo   | McLaren-Mercedes      | 2.49 | 1  |
| Fonte: |    |                    |                       |      |    |

### Classificação
| Tabela do DHL Fastest Pit Stop Award \| Pos \| Construtor \| Pontos \| \| --- \| --------------------- \| ------ \| \| 1 \| Red Bull Racing-Honda \| 230 \| \| 2 \| Mercedes \| 103 \| \| 3 \| Williams-Mercedes \| 98 \| \| 4 \| Aston Martin-Mercedes \| 83 \| \| 5 \| Ferrari \| 79 \| \| 6 \| Alfa Romeo-Ferrari \| 75 \| \| 7 \| Alpine-Renault \| 72 \| \| 8 \| McLaren-Mercedes \| 36 \| \| 9 \| AlphaTauri-Honda \| 29 \| \| 10 \| Haas-Ferrari \| 0 \| |                       |        |
| Pos | Construtor            | Pontos |
| 1 | Red Bull Racing-Honda | 230    |
| 2 | Mercedes              | 103    |
| 3 | Williams-Mercedes     | 98     |
| 4 | Aston Martin-Mercedes | 83     |
| 5 | Ferrari               | 79     |
| 6 | Alfa Romeo-Ferrari    | 75     |
| 7 | Alpine-Renault        | 72     |
| 8 | McLaren-Mercedes      | 36     |
| 9 | AlphaTauri-Honda      | 29     |
| 10 | Haas-Ferrari          | 0      |

## Tabela do campeonato após a corrida
Somente as cinco primeiras posições estão incluídas nas tabelas.
| Pos | Piloto          | Pontos | Var |
| --- | --------------- | ------ | --- |
| 1   | Max Verstappen  | 156    | 0   |
| 2   | Lewis Hamilton  | 138    | 0   |
| 3   | Sergio Perez    | 96     | 0   |
| 4   | Lando Norris    | 86     | 0   |
| 5   | Valtteri Bottas | 74     | 0   |

| Pos | Construtor            | Pontos | Var |
| --- | --------------------- | ------ | --- |
| 1   | Red Bull Racing-Honda | 252    | 0   |
| 2   | Mercedes              | 212    | 0   |
| 3   | McLaren-Mercedes      | 120    | 0   |
| 4   | Ferrari               | 108    | 0   |
| 5   | AlphaTauri-Honda      | 46     | 0   |